# قورباغه پرنده

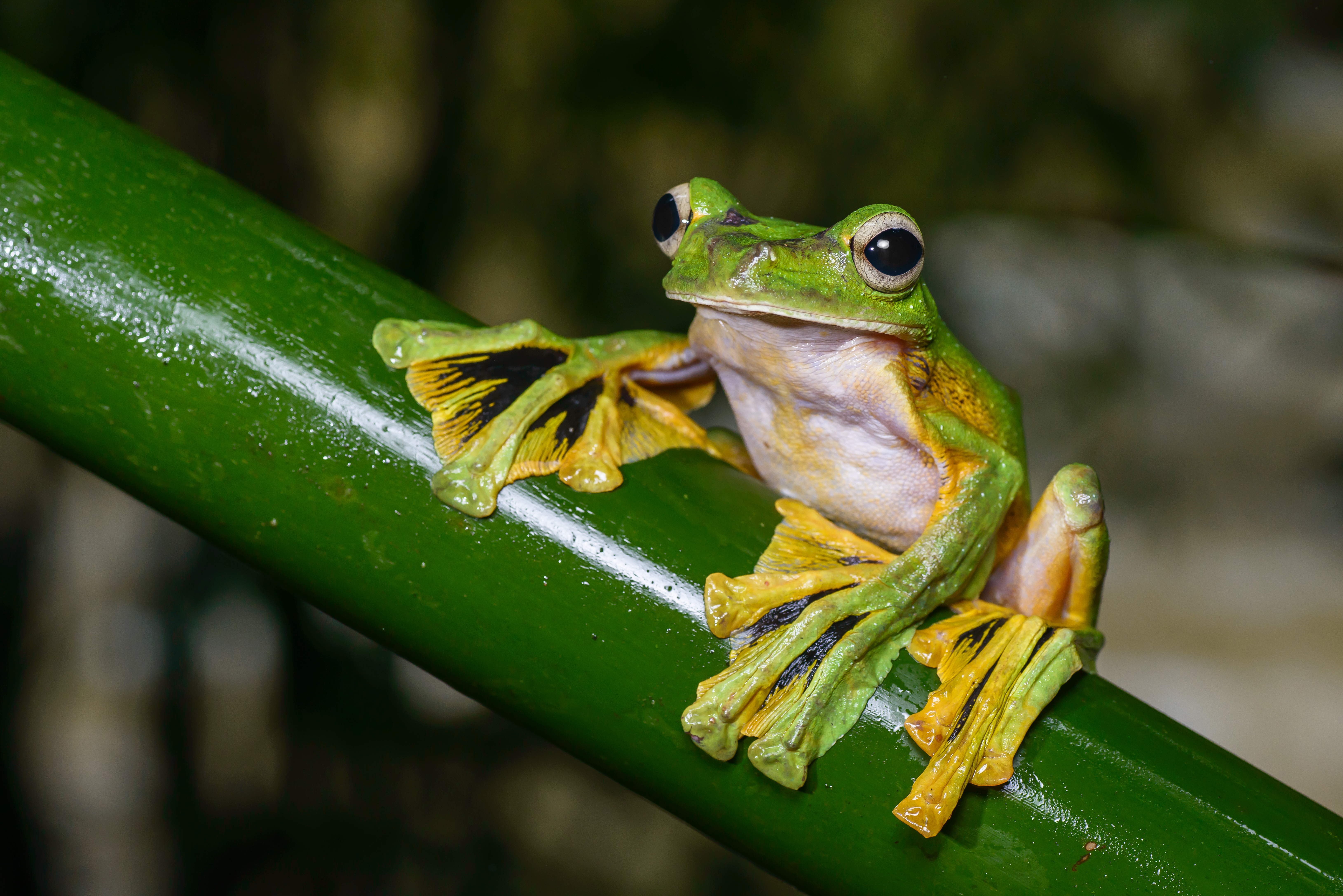
قورباغه پرنده والاس (Rhacophorus nigropalmatus)

قورباغه پرنده (به انگلیسی: Flying frog) (همچنین قورباغه سرنده (gliding frog) نیز نامیده می‌شود)، قورباغه‌ای است که توانایی انجام پرواز با سرخوردن را دارد. این بدان معنی است که می‌تواند با زاویه کمتر از ۴۵ درجه نسبت به افق پایین بیاید. دیگر قورباغه‌های درختی غیرپرنده نیز می‌توانند فرود آیند، اما تنها در زاویه‌های بیشتر از ۴۵ درجه که به آن چتربازی می‌گویند.
۳۸۰ گونه قورباغه پرنده وجود دارد.